# Renato Mambor
Renato Mambor (Roma, 4 dicembre 1936 – Roma, 6 dicembre 2014) è stato un pittore e attore italiano.

## Biografia

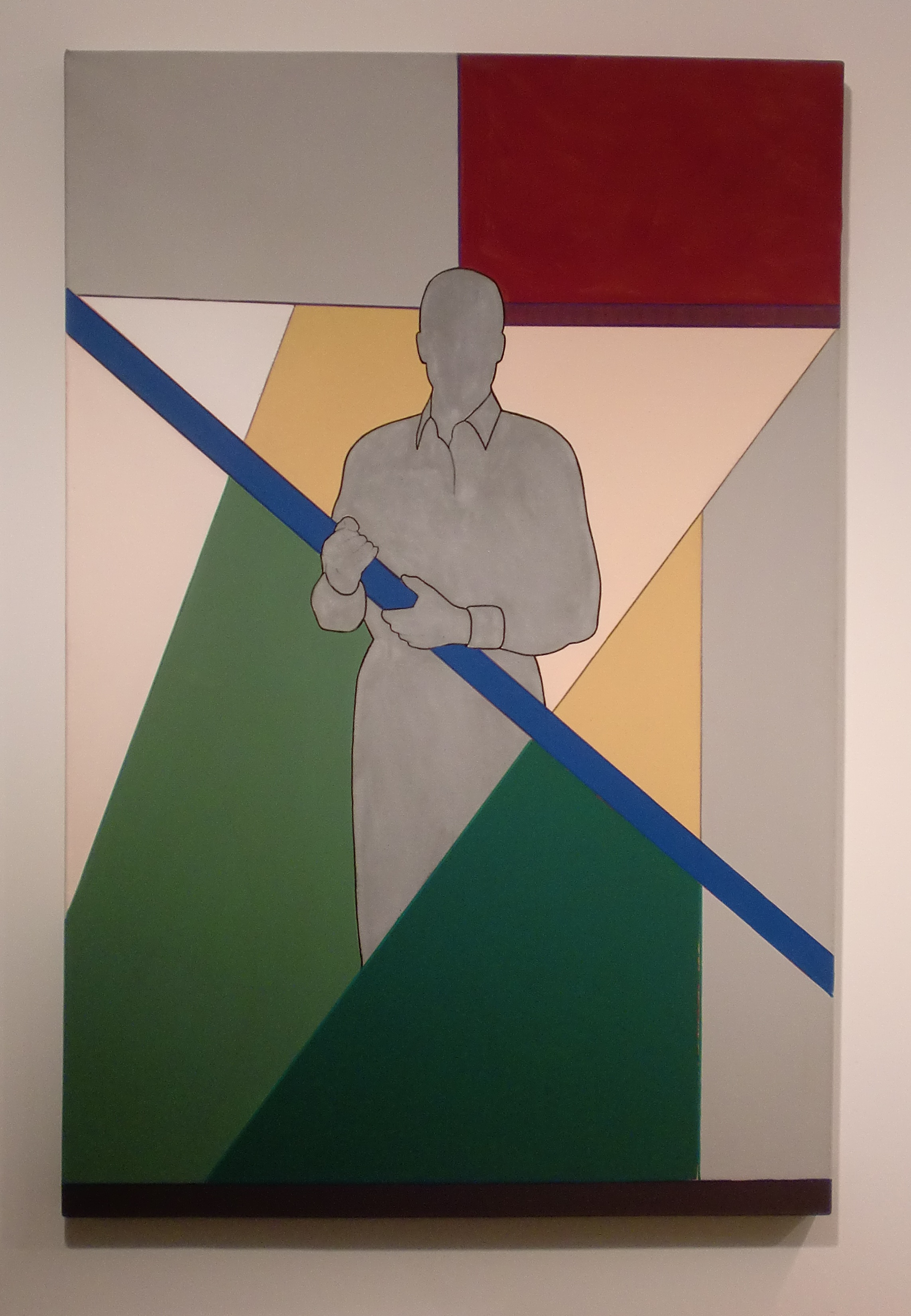
Olio su tela, 80x120

Protagonista di spicco del fenomeno artistico sperimentale noto come giovane scuola di Roma sviluppatosi nella Capitale negli anni sessanta, in compagnia di nomi quali Mario Schifano, con il quale il giovane Mambor ebbe modo di sperimentare le sue prime visioni artistiche nell'appartamento di Cinecittà.
Ha modo di far conoscere i suoi primi lavori in occasione di un premio organizzato nel 1958, destando perplessità a causa della peculiari caratteristiche d'avanguardia delle opere esposte, oltre che da Mambor, anche da altri suoi amici quali lo stesso Schifano, Franco Angeli, Tano Festa, Cesare Tacchi, Francesco Lo Savio e Sergio Lombardo. La sua prima esposizione ha luogo nel 1959 a Roma, alla Galleria "L'Appia Antica". Nel giugno dell'anno successivo vince uno dei "Premi di incoraggiamento" della Galleria d'Arte Moderna, per poi esporre alla Galleria La Tartaruga di Plinio De Martiis nel 1963, 1964 e negli anni successivi.
Contemporaneamente si dedica anche al cinema, iniziazione di una successiva sperimentazione fotografica, partecipando come interprete a La dolce vita di Federico Fellini e lavorando, fra gli altri, con Ugo Tognazzi, Walter Chiari, Totò, Chet Baker, Damiano Damiani e legandosi sentimentalmente con Paola Pitagora con la quale, dopo un rapporto durato molti anni, conserverà un forte legame di amicizia.
Dal 1975 dirige la compagnia teatrale Gruppo Trousse (nome tratto dalla scultura di metallo da lui realizzata) concentrandosi su una ricerca interiore alla sfera dell'uomo, soprattutto negli aspetti cognitivi, emotivi, nervosi. Dal 1975 al 1987 è autore e regista di opere teatrali, e proprio nell'esperienza teatrale viene accompagnato dalla donna che diventerà sua moglie, Patrizia Speciale. Parallelamente al campo teatrale si applica nella realizzazione di fotografie, performance, video e filmati, trascurando la pittura, cui tornerà a dedicarsi nel 1989 dopo una pausa decennale, cui seguirà un'interruzione dovuta a problemi di salute e una successiva ripresa del percorso artistico pittorico.
Nell'aprile 2012 Mambor appare sulla copertina della rivista culturale di Umberto Eco AlfaBeta2 come artista del mese; oltre alla copertina illustra ogni pagina con alcune sue opere esposte alla mostra di Berlino del 2012.
Ha continuato a dipingere e ad esporre fino a poco prima della sua morte avvenuta il 6 dicembre 2014 a Roma.

## La critica
Scrive Achille Bonito Oliva: "Attratto dalla moltiplicabilità anonima dell'immagine, Mambor arriva alle "campionature" di uomini "statistici", avendo ridotto la matrice delle figure a timbro, per poi giungere ad illustrazioni di azioni e verbi elementari (camminare, abbracciare, asciugarsi, chiudere la porta) con conseguente riappropriazione del loro significato, dove è l'arte a produrre un rinnovato ed innocente apprendimento elementare, ma attraverso un'esibita neutralità esecutiva che discende dal rifiuto di considerare l'artista come un individuo privilegiato nella società".

## Esposizioni principali
- 1957 Galleria Regina Margherita, Roma
- 1958 Mostra di via Margutta, Roma
- 1959 Esposizione personale alla galleria Appia Antica insieme a Schifano e Tacchi, Roma
- 1960 Esposizione alla galleria d'arte moderna di Roma
- 1961 Premio san Fedele, Milano
- 1963 Personale insieme a Lombardo e Tacchi alla galleria La Tartaruga, Roma
- 1964 Premio la Tartaruga, Roma
- 1965 Personale alla galleria La Tartaruga, Roma
- 1965 Palazzo delle esposizioni, Roma
- 1965 Collettiva presso la galleria La Tartaruga con Twombly, Kounellis, Pascali, Roma
- 1966 Personale alla galleria Guida a cura di Achille Bonito Oliva, Napoli
- 1967 Mostra Arte povera presso l'Università di Genova
- 1967 Galleria la Bertesca, situazione 67 e arte povera
- 1968 Mostra presso The Young Italians Institute of Contemporary Art, Boston
- 1968 Mostra presso The Jewish Museum, New York
- 1968 Itinerari '68 Galleria dell'Ariete, Milano
- 1969 Personale alla galleria Bertesca, Genova
- 1970 Mostra 1960/1970 alla Galleria dell'Ariete, Milano
- 1970 Mostra al Palazzo delle Esposizioni, Roma
- 1971 Personale alla galleria Breton, Milano
- 1972 Mostra presso la galleria il Naviglio, Milano
- 1972 X Quadriennale d'Arte, Palazzo delle Esposizioni, Roma
- 1977 Esposizione presso la galleria d'arte moderna, Torino
- 1981 Mostra al Palazzo delle Esposizioni, Roma
- 1982 Personale con performance Itinerari Itineranti a Villa Borghese, Roma
- 1985 Castello di Rivoli, Torino
- 1987 Fondazione Mudima, Milano
- 1989 Roma punto uno Edimburgo, Aberdeen, Belfast, Ayr
- 1990 Palazzo delle Esposizioni, Roma
- 1991 Mostra L'osservatore fondazione Mudima Milano
- 1991 Palazzo dei Congressi, Roma
- 1991 Galleria Ducale, Modena
- 1993 Personale al Palazzo delle Esposizioni, Roma
- 1993 46ª Biennale a cura di Achille Bonito Oliva con "l'evidenziatore di Renato Mambor", Venezia
- 1993 Passage de retz, Parigi
- 1995 Palazzo delle Esposizioni, Roma
- 1998 Museo Pecci, Prato
- 1998 Personale presso l'Istituto nazionale per la grafica, Roma
- 1999 Personale Diario a tempo libero Galleria Civica Modena, a cura di Claudia Zanfi
- 2000 Scuderie Papali al Quirinale e Mercati di Traiano, Roma
- 2000 Personale presso lo studio Soligo, Roma
- 2001 Galleria d'arte moderna, Roma
- 2002 Maretti Arte Monaco, Montecarlo
- 2003 MACRO, Roma
- 2003 Palazzo della Farnesina, Roma
- 2004 Triennale di Milano
- 2004 Galleria la Nuvola, Roma
- 2004 "Le opere e i giorni", Certosa di San Lorenzo, Padula
- 2005 Galleria Alain Couturier, Nizza
- 2006 Glio ori Show Room Telemarket, Bologna
- 2006 Gente che conta galleria Art Time, Brescia
- 2006 Debutto d'artista, galleria d'Arte Moderna, Roma
- 2007 Personale Separé, Galleria Nazionale d'Arte Moderna, Roma
- 2007 Mostra Sulle vie di Damasco, 52ª Biennale di Venezia: Padiglione Repubblica Araba Siriana a cura di Duccio Trombadori, Venezia
- 2008 Mostra Un doppio insopportabile, Frascati
- 2008 MUDIMAdrie, Anversa
- 2009 Mostra antologica al Castel Sant'Elmo, a cura di Achille Bonito Oliva, Napoli
- 2009 Installazioni Mai note burrose nell'ambito della manifestazione "Auditorium Arte" presso l'Auditorium Parco della Musica, Roma
- 2010 Personale al Palazzo delle Poste, Milano, in occasione della giornata mondiale del teatro marzo/aprile con pubblicazione del manifesto sul sito del governo italiano[3]
- 2010 Esposizione Due ma non due guardiani e portatori - Opere di Renato Mambor e capolavori di arte africana, Galleria Limen 895, Roma
- 2011 Mostra antologica Storytelling a cura di Gianluca Ranzi all'Italian Cultural Institute, Londra[4]
- 2011 54ª Biennale di Venezia: Padiglione Siria presso l'Isola di San Servolo, Caserma Cornoldi, a cura di Fabio Anselmi e Sandro Orlandi, Venezia
- 2012 Grande personale allo spazio espositivo Halle Am Wasser di Berlino a cura di Gianluca Ranzi, Berlino[5]
- 2012 Personale Casa Guayasamin, Bienal de La Habana, Cuba
- 2012 Mostra personale antologica presso l'Istituto Italiano di Cultura di Praga organizzazione Gianluca Ranzi, Praga
- 2012 Mostra Quo Vadis? presso la Cath Alexandrine Danneskiold-Samsøe Gallery, Copenaghen
- 2012 Aeroplano azzurro GNAM - Galleria Nazionale di Arte Moderna e contemporanea, Roma
- 2013 Mostra personale al MACRO di Roma Renato Mambor. Atto unico a cura di Benedetta Carpi De Resmini
- 2014 Personale Mambor campionatore presso le fruttiere di Palazzo Te, a cura di Gianluca Marziani, Mantova
- 2014 Mostra personale, Brescia Galleria Marzia Spatafora
- 2014 Mostra Ritorno alle stelle - Back to the Stars, Biennale di Venezia architettura presso l'Isola di San Servolo, a cura di Paola Poponi, Venezia
- 2014 Esposizione Les yeux chargés, Ville de Trélazé
- 2014 Grande antologica istituzionale Centro culturale Altinate San Gaetano, Padova
- 2015 Personale al Grand Palais di Parigi presso Art Paris Art Fair (Représenté par Galerie Pierre-Alain Challier)
- 2015 56ª Biennale di Venezia - Gli stati generali della critica d'arte, presentazione e proiezione de I martedì critici, Isola di San Servolo
- 2015 Expo 2015 di Milano, Padiglione Eataly - Rappresentante della Regione Lazio alla Mostra nord/sud
- 2022 Museo dell'Abbazia di Montecassino - Il Masso Inamovibile

## Filmografia
- I ragazzi del Juke-Box, regia di Lucio Fulci (1959)
- La dolce vita, regia di Federico Fellini (1960)
- Un dollaro di fifa, regia di Giorgio Simonelli (1960)
- Totò, Fabrizi e i giovani d'oggi, regia di Mario Mattoli (1960)
- Il rossetto, regia di Damiano Damiani (1960)
- Il sepolcro dei re, regia di Fernando Cerchio (1960)
- Urlatori alla sbarra, regia di Lucio Fulci (1960)
- Il mantenuto, regia di Ugo Tognazzi (1961)
- L'ammutinamento, regia di Silvio Amadio (1961)
- Laura nuda, regia di Nicolò Ferrari (1961)
- Obiettivo ragazze, regia di Mario Mattoli (1961)
- La bellezza d'Ippolita, regia di Giancarlo Zagni (1962)
- Il disordine, regia di Franco Brusati (1962)
- La donnaccia, regia di Silvio Siano (1964)
- Una storia di notte, regia di Luigi Petrini (1966)
- 2 once di piombo, regia di Maurizio Lucidi (1966)
- Il figlio di Django, regia di Osvaldo Civirani (1967)
- Un uomo, un cavallo, una pistola, regia di Luigi Vanzi (1967)
- Se vuoi vivere... spara!, regia di Sergio Garrone (1968)
- Tobia al caffè, regia di Gianfranco Mingozzi (2000)